# Ellen Hutchins
Ellen Hutchins   (Ballylickey, 17 de març de 1785 - comtat de Cork, 9 de febrer de 1815) va ser una pionera de la botànica a Irlanda. Va especialitzar-se en algues, líquens, molses i hepàtiques. És coneguda per haver trobat moltes plantes noves, identificat centenars d'espècies, i per les seves il·lustracions botàniques en publicacions de l'època. Botànics contemporanis seus van donar el seu nom a diversos gèneres i espècies.

## Biografia
Ellen Hutchins va néixer el 17 de març de 1785 a Ballylickey, en el comtat de Cork (Irlanda) on la seva família tenia una propietat petita en un extrem de la Badia de Bantry. El seu pare, Thomas, era un magistrat que va morir quan Ellen tenia dos anys, deixant la seva vídua Elinor amb sis nens supervivents dels vint-i-un fills que van tenir. Ellen va ser enviada a una escola prop de Dublín, i allà va emmalaltir, molt probablement per una alimentació insuficient (no es considerava propi d'una dama mostrar bon apetit). El Dr. Whitley Stokes, amic de la seva família, i la seva esposa van fer-se càrrec de la jove, acollint-la a casa seva, a Dublín. Va recuperar la gana i la salut, i també va seguir el consell de Stokes de dedicar-se a la història natural com un passatemps saludable. Ja en bon estat de salut, va tornar a la seva casa familiar per tenir cura de la seva mare i del seu germà Thomas, que era discapacitat.
Tanmateix, la seva pròpia salut va deteriorar-se i a finals de 1812 estava greument malalta. Per rebre atenció mèdica, el 1813 ella i la seva mare van traslladar-se a Bandon, on la seva mare va morir l'any següent. Aleshores ella va anar a viure amb el seu germà Arthur i la seva esposa Matilda, que van cuidar-la fins que va morir, el 9 de febrer de 1815. Va ser enterrada en el cementiri de l'església de Bantry, en una tomba sense cap indicació. El 2002 la família Hutchins va col·locar una placa de record en el seu cementiri privat. I el 2015, amb motiu del segon centenari de la seva mort, el Comitè Nacional Irlandès de Plaques Commemoratives de Ciència i Tecnologia va col·locar una altra placa commemorativa en record d'Ellen Hutchins.

## Recol·lecció i il·lustració botàniques

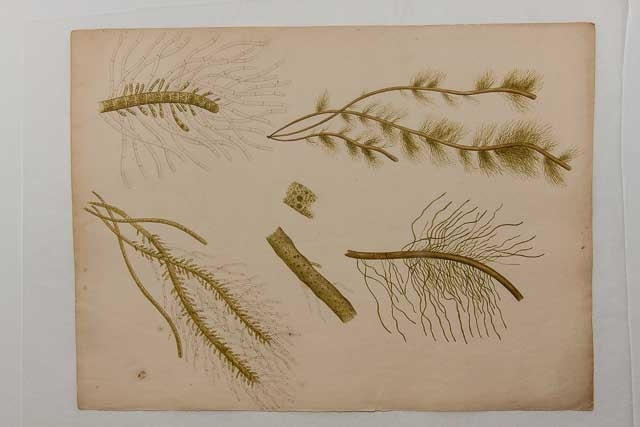
Dibuix d'algues d'Ellen Hutchins (1810)

Hutchins va centrar-se en la botànica (que era l'especialitat de Stokes) i passava molt de temps a l'aire lliure, a més de les ocupacions dins de casa d'identificar, enregistrar i dibuixar les plantes que recollia. Va especialitzar-se en Criptògames com ara molses, hepàtiques i algues. Gairebé tota la tasca de recol·lecció va fer-la a la zona de Bantry, en el Comtat de Cork. Va aprendre molt fàcilment i estava ben dotada per a la identificació de plantes; a més, feia unes aquarel·les molt detallades, i preparava meticulosament els espècimens Enviava a Stokes mostres que ell passava a altres botànics. A través de Stokes va conèixer James Townsend Mackay, un conservador del Jardí Botànic de Trinity College que va ajudar-la a classificar les plantes que ella anava recollint. Hutchins va col·laborar en l'obra de Mackay Flora Hibernica. El 1807, Mackay va enviar els espècimens de Hutchins a Dawson Turner un botànic de la costa d'East Anglia, a Anglaterra, per a la seva publicació Fuci. La nota d'agraïment de Turner va ser el començament d'una correspondència de set anys i d'un intercanvi d'espècimens i dibuixos El 1999, el Jardí Botànic Nacional d'Irlanda va publicar una selecció d'aquestes cartes. Aquesta obra també reprodueix la llista de gairebé 1100 plantes que Hutchins va preparar entre 1809 i 1812 a petició de Dawson Turner per a "una catalogació completa de plantes de tota mena que heu trobat en les vostres contrades"
En la seva cerca d'espècimens Hutchins va registrar més de 400 espècies de plantes vasculars, al voltant de 200 espècies d'algues, 200 briòfts i 200 líquens. Entre l'últim dos grups va descobrir diverses espècies noves com ara Jubula hutchinsiae, Herberta hutchinsiae, Leiocolea bantriensis (Bantry Notchwort), el liquen Thelotrema isidiodes i tres espècie més de líquens que porten el nom d'ella. Les diferències entre les seves llistes d'espècies i registres posteriors de la zona occidental de Cork són també interessants perquè ajuden a datar el declivi d'algunes espècies causat per canvis en pràctiques agrícoles així com l'arribada d'espècie invasores procedents d'altres llocs del món.
La seva habilitat per trobar plantes noves, i la qualitat dels seus dibuixos i espècimens van atreure l'admiració dels principals botànics de l'època, i la seva tasca va ser presentada en moltes publicacions. Tot i que ella mai va publicar amb el seu nom, va contribuir notablement a la nova ciència botànica que va desenvolupar-se en els seus temps. Al principi rebutjava associar el seu nom a les seves troballes, però aviat va transigir. Els últims volums de la Botànica anglesa (1790–1814), de James Sowerby i James Edward Smith, va incloure descripcions de les seves descobertes. Smith va escriure d'ella que "podia trobar gairebé qualsevol cosa" Dawson Turner, en la seva obra Fuci (4 vols., 1808–19) de 1819, després de la mort de Hutchins va dir "que la botànica hi havia perdut una devota tan infatigable com perspicaç, i tan competent com infatigable." A la monografia sobre hepàtiques de William Hooker British Jungermanniae (1816), el nom de Hutchins té una o altra relació gairebé amb cada espècie rara que s'hi esmenta. També va col·laborar a l'obra de Lewis Weston Dillwyn British Confervae (1802–09), que és un estudi amb il·lustracions d'algues d'aigua dolça.
Tenia molta afició a la jardineria i, en un camp de Ballylickey conegut com el jardí de la senyoreta Ellen, cultivava plantes, entre les quals n'hi havia que les havia rebut de Mackay.

## Plantes i algues que porten incorporat el nom d'Ellen Hutchins
Plantes que porten incorporat el nom d'Ellen Hutchins
- Hutchinsia (Ara Hornungia) de la família Brassicaceae.[10] En el Regne Unit 'hutchinsia' es manté com a nom popular de l'espècie Hornungia petraea C. Agardh.

Tres espècies de líquens porten incorporat el seu nom:
- Lecania hutchinsiae[5]
- Pertusaria hutchinsiae[9]
- Enterographa hutchinsiae[9]

Diverses algues marines li han estat dedicades:
- Cladophora hutchinsiae (Dillwyn) Kützing (= Conferva hutchinsiae Dillwyn)[15]
- Dasya hutchinsiae Harvey[16]

Dos briòfits que ella va descobrir també porten incorporat el seu nom:
- Jubula
- Ulota

## Llegat
Els seus espècimens es troben en les col·leccions més significatives de museus del Regne Unit, Irlanda, Finlàndia i els Estats Units. Va llegar la seva col·lecció d'espècimens de plantes a Dawson Turner i moltes es troben ara el Museu d'Història Natural de Londres. La seva cunyada Matilda va donar els dibuixos de Hutchins a Dawson Turner, i més de dos-cents dibuixos seus d'algues es troben ara en els arxius del Reial Jardí Botanic de Kew, i uns quants es conserven en el Museu Municipal de Sheffield. Espècimens i dibuixos que havien estat enviats a destacats botànics i representats en les seves publicacions van anar a parar a les seves respectives col·leccions en institucions com ara el Trinity College, de Dublín; la Linnean Society, de Londres (col·lecció Smith); i el Jardí Botànic de Nova York (Herbari William i Lynda Steere). Les cartes que va enviar a Dawson Turner es conserven en el Trinity College, de Cambridge; i les cartes que va rebre de Dawson Turner són a la biblioteca i arxius del Jardí Botànic de Kew, on també hi ha les cartes que va rebre de Mackay, mentre que les que ella va enviar a aquest botànic es conserven en el Trinity College de Dublín.